# Synagris maxillosa
Synagris maxillosa (лат.) — вид одиночных ос рода Synagris (Eumeninae).

## Распространение
Афротропика: Камерун, Демократическая Республика Конго, Сенегал, ЮАР.

## Описание
Осы крупных размеров (около 2 см). Основная окраска чёрная с жёлтыми или оранжево-красными отметинами на апикальных четырёх тергитах. Характеризуются следующим сочетанием признаков: клипеус блестящий, сравнительно короткий грушевидный, базальная широкая часть очень плавно сужена к вершине, которая широкая и тупо закруглённая. Наличник, усики и пятно на середине лица оранжевые. У самцов средние бёдра отчётливо уплощены и несколько изогнуты; передняя поверхность вдавлена или слегка впалая к основанию; мандибулы неправильной формы, с выступающим срединным зубцом перед серединой внутреннего края. Нижнечелюстные щупики 3-члениковые, нижнегубные состоят из 3 сегментов (формула 3,3), метанотум с боковыми выступами, заднебоковые углы проподеума образованы в виде треугольных вдавленных долей, престигма в два-три раза длиннее птеростигмы.

## Систематика
Таксон Synagris maxillosa был впервые выделен в 1863 году швейцарским энтомологом Анри де Соссюром по типовому материалу из Сенегала. Выделяют два подвида. Таксон включён в состав подрода Hypagris и трибы Odynerini (ранее в составе подрода Paragris). Филогенетический анализ признаков показал близость вида Synagris maxillosa к кладе сходных таксонов (Synagris negusi + (Synagris biplagiata+Synagris kohli)).
Подрод Hypagris de Saussure, 1855
- Synagris maxillosa Saussure, 1863
  - Synagris maxillosa bequaerti Brauns, 1923
  - Synagris maxillosa maxillosa de Saussure, 1863